# NGC 3200
NGC 3200 este o galaxie spirală situată în constelația Hidra. A fost descoperită în 10 aprilie 1882 de către Edward S. Holden⁠(d). Se află la o distanță de 50,12 de megaparseci de Pământ.